# Kalina Carlesiova
Kalina Carlesiova (Viburnum carlesii) je opadavý keř pocházející z východní Asie. Vyznačuje se silně vonnými, růžovými nebo bílými květy a je považována za jednu z nejkrásnějších kalin. Je vysazována jako okrasná dřevina.

## Synonyma
- kalina korejská

## Popis
Kalina Carlesiova je opadavý kulovitý keř dorůstající až 3 metrů výšky. Kůra je šedohnědá. Mladé větévky jsou šedavé a hustě hvězdovitě chlupaté, později olysávající. Listy jsou vstřícné, vejčité až vejčitě oválné, 3 až 10 cm dlouhé, špičaté, na bázi zaoblené až lehce srdčité, s tlustým krátkým řapíkem. Čepel listů je na okraji zoubkatá, na líci matně zelená a řídce chlupatá jednoduchými i hvězdovitými chlupy, na rubu šedozelená a hustě chlupatá. Žilnatina je zpeřená, se 5 až 7 páry postranních žilek. Žilky zpravidla nedosahují špiček zubů. Květy jsou silně vonné, v hustých polokulovitých, 5 až 8 cm širokých vrcholících. Kalich je drobný, zelenavý nebo načervenalý. Koruna je zprvu růžová, později bílá, asi 1,2 cm široká a s korunní trubkou 6 až 10 mm dlouhou. Kvete v dubnu až květnu. Tyčinky jsou dlouhé asi 5 mm, přirůstají v polovině nebo pod polovinou korunní trubky. Čnělka je asi stejně dlouhá jako kalich. Plody jsou modročerné, oválné, asi 1 až 1,4 cm dlouhé.
Druh se vyskytuje v lesích Japonska a Koreje (var. carlesii) a v Číně v provincii An-chuej (var. bitchiuense).

## Taxonomie
Občas používaný český název kalina korejská není příliš vhodný vzhledem k existenci kaliny Viburnum koreanum, která si jej jistě zaslouží více.

## Význam
Kalina Carlesiova je považována za jednu z nejkrásnějších kalin. Do Evropy byla přivezena v roce 1902. Kultivarů není mnoho. 'Aurora' má sytě červená poupata a růžové květy, 'Diana' se posléze odbarvuje až do bíla. Druh je uváděn v několika kultivarech ze sbírek Dendrologické zahrady v Průhonicích, letité keře jsou i v Průhonickém parku poblíž Podzámeckého rybníka.
Mimo původního čistého druhu jsou také pěstováni jeho kříženci. Kalina kulovitá (Viburnum x carlcephalum) je kříženec s kalinou čínskou (V. macrocephalum), vhodný i pro chladnější oblasti. Kalina Burkwoodova (Viburnum x burkwoodii) je stálezelený kříženec s kalinou užitečnou (V. utile). Kalina Juddova (V. x juddii) je vhodná i na zastíněnější stanoviště.